# Глигор Кьосев
Глигор Ангелов Кьосев е български революционер, деец на Вътрешната македоно-одринска революционна организация.

## Биография
Роден е в 1874 година в българския южномакедонски град Кукуш, тогава в Османската империя, днес в Гърция. В 1894 година се установява в Солун. Към 1896 година влиза във ВМОРО. Действа като куриер на организацията, пренася и укрива оръжие и нелегални. В 1902 година става десятник и активно участва в подготовката за въстание. През април 1903 година е арестуван след Солунските атентати, като е затворен първо в Сарая, а после в Беязкуле. Военният съд го осъжда на две години и той лежи присъдата си в Едикуле. В затвора е подлаган на мъчения. Освободен е при общата амнистия от 1904 година, но след това е поставен под постоянно наблюдение.
През Междусъюзническата война през юни 1913 година успява да избегне арест от страна на гръцките военни власти и се укрива във фабриката на италианеца Феди. С помощта на сестра Августина Бевике, игуменката от католическата болница-приют в Солун, успява да избяга и да се добере до Дедеагач, България.
На 24 февруари 1943 година, като жител на Пловдив, подава молба за българска народна пенсия, която е одобрена и пенсията е отпусната от Министерския съвет на Царство България.